# Вебер, Кристиан
Кристиан Ве́бер (нем. Christian Weber, 25 августа 1883, Пользинген — 11 мая 1945, Швабский Альб) — один из первых последователей Гитлера, политический и государственный деятель нацистской Германии, бригадефюрер СС.

## Биография
Вернувшись с Первой мировой войны работал вышибалой в ресторанах Мюнхена, затем торговал лошадьми. Один из первых членов НСДАП, с 1920, партийный билет № 15. Входил в состав первого подразделения личной охраны Гитлера, прообраза СС. В 1926—1934 член городского совета Мюнхена от НСДАП. С марта 1933 президент ландтага Верхней Баварии. Принимал активное участие в аресте руководства СА в Мюнхене во время «Ночи длинных ножей». С 1936 депутат рейхстага от Дрездена. Последующие годы занимал ряд руководящих должностей в различных экономических союзах, некоторое время состоял инспектором кавалерийских школ СС. Отличался коррумпированностью, стараясь обогатиться за счёт своего влияния в нацистской партии, в том числе и на конфискации еврейской собственности, о чём сообщал казначей НСДАП Франц Ксавер Шварц. Погиб при аварии автомобиля армии США, перевозившего пленных; по другим данным убит.

## Награды
- Почётный крест ветерана войны
- Почётный знак Кобург
- Орден крови
- Медаль «В память 13 марта 1938 года» Аншлюс-Медаль.
- Медаль «В память 1 октября 1938 года»
- Золотой партийный знак НСДАП
- Медаль За выслугу лет в НСДАП в бронзе, серебре и золоте